# Val-de-Bonnieure
Val-de-Bonnieure község Franciaország Új-Aquitania régiójában, Charente megyében. Új községként 2018. január 1-jén jött létre három korábbi község: Saint-Angeau, Saint-Amant-de-Bonnieure és Sainte-Colombe egyesítésével. Lakosainak száma 1339 fő (2022. január 1.).

## Népesség
| Lakosok száma | 1314 | 1301 | 1301 | 1308 | 1318 | 1329 | 1339 |
|               | 2015 | 2017 | 2018 | 2019 | 2020 | 2021 | 2022 |